# Španske romance
Španske romance so krajše pripovedne pesmi, ki so po letu 1200 začele nadomeščati junaški ep.
Po letu 1200, ko je srednjeveška junaška epika dosegla vrh, je sledil upad. Epi so se začeli razpuščati v popularne prozne pripovedi, iz katerih so v poznem srednjem veku začele nastajati tako imenovane »ljudske knjige«. Drug način razvezovanja junaških epov je bil ta, da so začele njihove snovi prehajati v krajše pripovedne pesmi. Mednje sodijo zlasti španske romance poznega srednjega veka.
Izraz »romance« je v Španiji prvotno pomenil vsa pesniška dela, napisana v ljudskem romanskem jeziku namesto v latinščini. Polagoma je začel označevati zvrst kratkih epsko-lirskih pesmi, sestavljenih v obliki šestnajsterecev ali osmercev, zvezanih z asonancami. Po mnenju starejših raziskovalcev so romance nastale že pred španskimi junaškimi epi (cantares), tako da so ti pravzaprav nastali iz romanc. Po dognanjih novejše znanosti pa so romance poznejšega datuma, morda celo nekakšni ostanki razkrojenih epov. Večina sedaj znanih romanc je verjetno nastala v obdobju med 13. do 15. stoletjem. V času renesanse se je zanimanje za romance izredno razmahnilo, izbrali in izdali so jih v več zbornikih, tako imenovanih »romanceros«. Sočasno so začeli pisati tudi izobraženi pesniki umetne romance z najrazličnejšo tematiko. Med te sodijo Lope de Vega, Luis de Góngora in drugi.
Snovi poznosrednjeveških romanc so največkrat vzete iz časov stare Španije, bojev krščanskih Špancev z Mavri; druge romance so ljubezenske, napol lirske ali včasih humorne. Med najbolj znanimi so romance o Cidu, ki sestavljajo ciklus; od Pesemi o Cidu se ločijo z lahkotnešim tonom in drugačno, ljubezensko motiviko, ki jo je vrsta dramatikov uporabila pozneje za drame o Cidu.